# 雅景臺
雅景臺（英語：Park Belvedere）是一個夾心階層住屋計劃屋苑，位於新界沙田區馬鞍山市中心附近山腰，地段為「沙田內地段429號」，由王歐陽建築師有限公司設計，共有4座36-37層高樓宇，共提供882個單位，每層6伙，建築面積由625-873平方呎，間隔分2房2廳，3房2廳及4房2廳，設計分方型及鑽石型兩款。屋苑鄰近馬鞍山警署、馬鞍山消防局及救護站、耀安邨，在1998年落成。

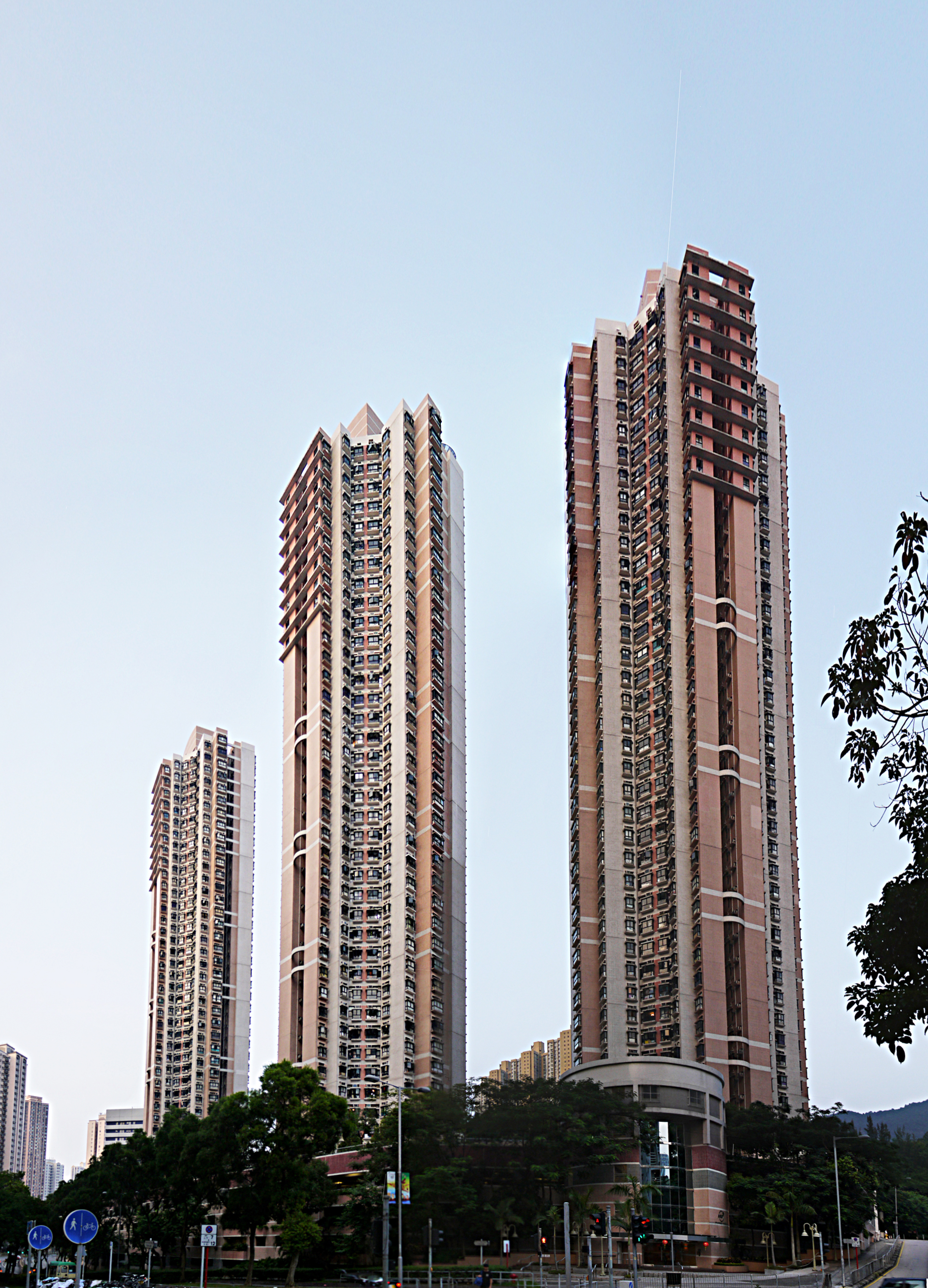
雅景臺外貌

## 屋苑資料
所有樓宇由方永勝建築負責建造，在1997年1月施工，1998年6月完成。

### 樓宇
| 樓宇名稱 | 樓宇類型         | 落成年份 | 建築師               |
| -------- | ---------------- | -------- | -------------------- |
| 第1座    | 夾心階層住屋計劃 | 1998年   | 王歐陽建築師有限公司 |
| 第2座    | 夾心階層住屋計劃 | 1998年   | 王歐陽建築師有限公司 |
| 第3座    | 夾心階層住屋計劃 | 1998年   | 王歐陽建築師有限公司 |
| 第4座    | 夾心階層住屋計劃 | 1998年   | 王歐陽建築師有限公司 |

## 警員強行進入屋苑大堂事件
2019年8月2日近晚上11時，一名雅景臺居民看到有4名警察包圍及搜查一名懷疑為記者的人士，他向警員表示「我哋睇住你，唔好亂打人（我們看著你，不要亂打人）」。突然有數名警員衝向他，他隨即跑進雅景臺大堂內，而警員在雅景臺居民表明不讓警員進入的情況下，仍強行進入大堂內，但在場保安未有對警員之行為作出任何阻止和開門予警察。期後警員抱住和捉住他，問他是不是襲警，他多次強調與警員沒有身體接觸，在場居民則起哄和抗議，亦有警員屋苑大門外架設防線。最後警員在多名街坊攔阻及抗議下離開大堂。該名居民事後表示他只是在場監察，而且對警員之行為感到驚恐。
有居民表示屋苑已為保安理由，雅景臺大門已放有沙包，並認為在場警員和保安員的做法有問題。亦有業主指責管理公司處理不善，因管理公司之前已發通告表示，任何人不拍住戶卡不可進入屋苑，但最後有警員進入屋苑範圍內。

## 外部連結
- 雅景臺簡介